# Mario Ponzio di San Sebastiano
Mario Ponzio di San Sebastiano (Novara, 3 aprile 1899 – 1972) è stato un militare italiano, decorato di medaglia d'oro al valor militare a vivente nel corso della prima guerra mondiale.

## Biografia
Nacque a Novara il 3 aprile 1899, figlio di Cesare e Anna Caramello. Interruppe gli studi di giurisprudenza presso l'università di Torino e nel febbraio 1917 si arruolò volontario nel Regio Esercito, assegnato all'arma di fanteria. Frequentò il corso per ufficiali di complemento venendo nominato aspirante nell'ottobre 1917, assegnato dapprima al reparto mitraglieri del 50º Reggimento fanteria e poi a quello del 39º Reggimento fanteria. Si distinse in combattimento sull'Asolone, sul Roccolo e sul Pertica. Promosso tenente nella primavera del 1918, fu trasferito al XVIII Reparto d'assalto di cui divenne aiutante maggiore in seconda, partecipando alla battaglia del solstizio dove rimase ferito da una bomba a mano e fu decorato con la prima medaglia d'argento al valor militare. Si distinse ancora in combattimento il 16 settembre, venendo decorato con la seconda medaglia d'argento al valor militare per il suo ruolo nella conquista delle trincee nemiche di Malga Fossa di Confin. Partecipò successivamente alla conquista del Monte Pertica durante la battaglia di Vittorio Veneto, rimanendo gravemente ferito e venendo poi decorato con la medaglia d'oro al valor militare con Regio Decreto del 24 maggio 1923.
Fu dimesso dall'ospedale nell'autunno del 1919 partecipando subito all'impresa di Fiume sotto il comando di Gabriele D'Annunzio, prendendo rischiose iniziative. Congedato nel 1920 riprese gli studi e conseguì la laurea in giurisprudenza, venendo nominato, per concorso, vice bibliotecario presso il Senato del Regno svolgendo anche attività associativa, giornalistica e nella vita pubblica. Fu deputato al parlamento per la XXVII Legislatura (24 maggio 1924-20 gennaio 1929), in rappresentanza dei combattenti del Lazio ritirandosi, per gravi contrasti, dall'attività politica. Primo firmatario di una mozione di sfiducia a Benito Mussolini nel 1924, fu arrestato nel novembre 1927 per attività contro il regime fascista. Iniziò allora a collaborare con l'Istituto dell'Enciclopedia Italiana. Trasferitosi all'estero ritornò in Patria dopo l'entrata in guerra del Regno d'Italia, avvenuta il 10 giugno 1940,  e rientrò in servizio attivo dietro sua domanda, assegnato in servizio presso il comando della 2ª Armata operante nell'area dei Balcani. Fu promosso capitano nel corso del 1942. Riprese il suo lavoro presso il Senato nel 1945 arrivando a ricoprire il ruolo di vice direttore dell'Ufficio studi legislativi. A causa del riacutizzarsi delle vecchia ferite riportate in guerra fu collocato definitivamente a riposo nel 1959. Si spense nel 1972.

### Fonti
1. 1 2 3 4 5 6  Combattenti Liberazione.
2. 1 2  Carolei, Greganti, Modica 1968, p. 160.
3. 1 2 3 4  Coltrinari, Ramaccia 2018, p. 163.
4. 1 2 3 4 5 6 7  Berneri 2016, p. 152.
5. ↑  Medaglie d'oro al valor militare sul sito della Presidenza della Repubblica